# Jack London Square
Jack London Square − ulica w Oakland w Kalifornii i atrakcja turystyczna. Ulica została nazwana na cześć pisarza Jacka Londona. Jest przy niej dużo sklepów, restauracji i hoteli. Znana jest z tego, że przebiega nią także linia kolejowa, a pociągi dzielą jezdnię z samochodami osobowymi. Jest to jedyna taka w USA ulica. Ze względów bezpieczeństwa pociągi na ulicy zwalniają do 25km/h.